# 草野貞之
草野 貞之（くさの ていし、1900年9月4日 - 1986年1月11日）は、白水社社長、フランス文学者。
福岡県生まれ。東京帝国大学文学部印度哲学科卒。中央大学教授、1931年教授のまま白水社に入り、33年取締役。ルナールの『にんじん』を岸田国士の訳で出版、映画化上映もありベストセラーとなる。1943年社長。51年文庫クセジュを創刊。墓所は多磨霊園。

## 著書
- 『簡単仏文法』白水社　1928

## 編
- 『新仏和中辞典』井上源次郎、田島清共編 岡田弘、中原俊夫共編　白水社　1953
- 『ふらんす 夏休み学習号』編　白水社　1965

## 翻訳
- アンリ・ド・レニエ『水都を描く』訳註　白水社・仏蘭西文学訳註叢書 1926
- 『ふらんす小噺集 対訳詳註』訳註　白水社　1928
- アナトオル・フランス『エピキュウルの園』第一書房　1929
- アンドレ・ビイ『新興仏蘭西文学 詩・小説・思想』白水社　1931
- アンリ・ド・レニエ『ヴェニス物語』山本書店・山本文庫　1936
- 「アトレバトスのコム」『アナトオル・フランス短篇小説全集 第5巻』白水社　1940

## 注
1. ↑  『文藝年鑑』1955による。鈴木徹造『出版人物事典』では仏文科とあるが、履歴に引きずられたものと考える。